# Cyrtopodion scabrum
Cyrtopodion scabrum là một loài thằn lằn trong họ Gekkonidae. Loài này được Heyden mô tả khoa học đầu tiên năm 1827.

## Hình ảnh

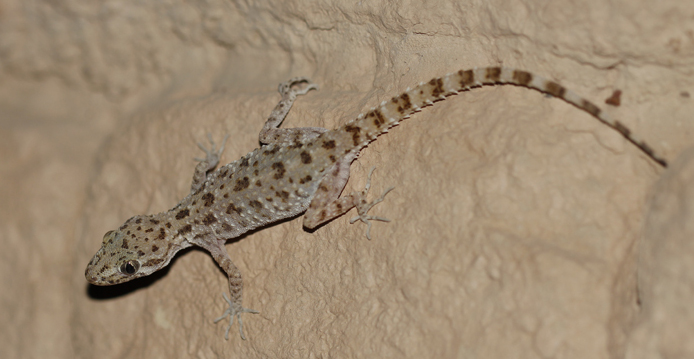